# Jeremy Guscott
Jeremy Clayton Guscott (Bath, 7 luglio 1965) è un commentatore sportivo ed ex rugbista internazionale per l'Inghilterra, tre quarti centro (e, talora, anche ala) del Bath e presente con la nazionale a tre edizioni consecutive della Coppa del Mondo; sempre a livello internazionale giocò per i British Lions.

## Biografia
Nato a Bath (Somerset) da madre inglese e padre giamaicano, non seguì le orme paterne nel cricket ma fu avviato dalla madre al rugby insieme a suo fratello fin dall'età di 8 anni.
Ha speso la sua intera carriera rugbistica — in gran parte dilettantistica — nella squadra cittadina, il Bath; tra i primi giocatori di colore di alto livello del Regno Unito, nel periodo ante-professionismo Guscott svolse la libera professione di muratore, poi si impiegò alla British Gas nell'ufficio pubbliche relazioni.
Con Bath vinse sette titoli nazionali e nove coppe Anglo-Gallesi, più un titolo di campione d’Europa.
Jeremy Guscott esordì in nazionale maggiore nel maggio 1989 a Bucarest contro la Romania in occasione di una vittoria 58-3 che vide anche tre sue mete, le quali gli valsero un'immediata chiamata per la selezione dei British Lions in tour in Australia.
Quello fu il primo di tre tour cui Guscott prese parte: anche nel 1993 e nel 1997 il giocatore fu convocato, per un totale di 8 test match e 7 punti.
Con l'Inghilterra, invece, Guscott prese parte a tutti i Cinque Nazioni dal 1990 al 1999 a eccezione di quello del 1994, saltato per infortunio; ne vinse quattro, tre dei quali con il Grande Slam.
Fu anche presente a tre edizioni consecutive della Coppa del Mondo, quella del 1991 in Inghilterra (dove giunse alla finale), quella del 1995 in Sudafrica e quella del 1999 in Galles.
Quest'ultima fu la competizione che segnò la fine della sua carriera internazionale: la partita contro Tonga fu infatti l'ultima disputata con la maglia dell'Inghilterra, poi un infortunio alla coscia tenne Guscott fuori dal prosieguo della Coppa del Mondo.
L'infortunio accelerò la decisione di ritirarsi, che giunse nel novembre 2000, dopo un match contro il Rotherham.
Dopo il ritiro Guscott ha intrapreso la carriera televisiva ed è divenuto commentatore sportivo per la BBC, specializzato in grandi appuntamenti come la Coppa del Mondo o il Sei Nazioni.
Ancora in attività pubblicò una sua autobiografia, At the Centre (1995).

## Palmarès
- Premiership: 7
Bath: 1988-89, 1989-90, 1990-91, 1991-92, 1992-93, 1993-94, 1995-96
- Coppe Anglo-Gallesi: 9
Bath: 1984-85, 1985-86, 1986-87, 1988-89, 1989-90, 1991-92, 1993-94, 1994-95, 1995-96
- Heineken Cup: 1
Bath: 1997-98